# Puente de los Inválidos
El puente de los Inválidos (del francés: pont des Invalides) es un puente parisino sobre el río Sena que une el VII Distrito con el VIII Distrito.
En 1999, quedó incluido dentro de la delimitación del ámbito de Riberas del Sena en París, bien declarado patrimonio de la Humanidad por la Unesco.

## Historia

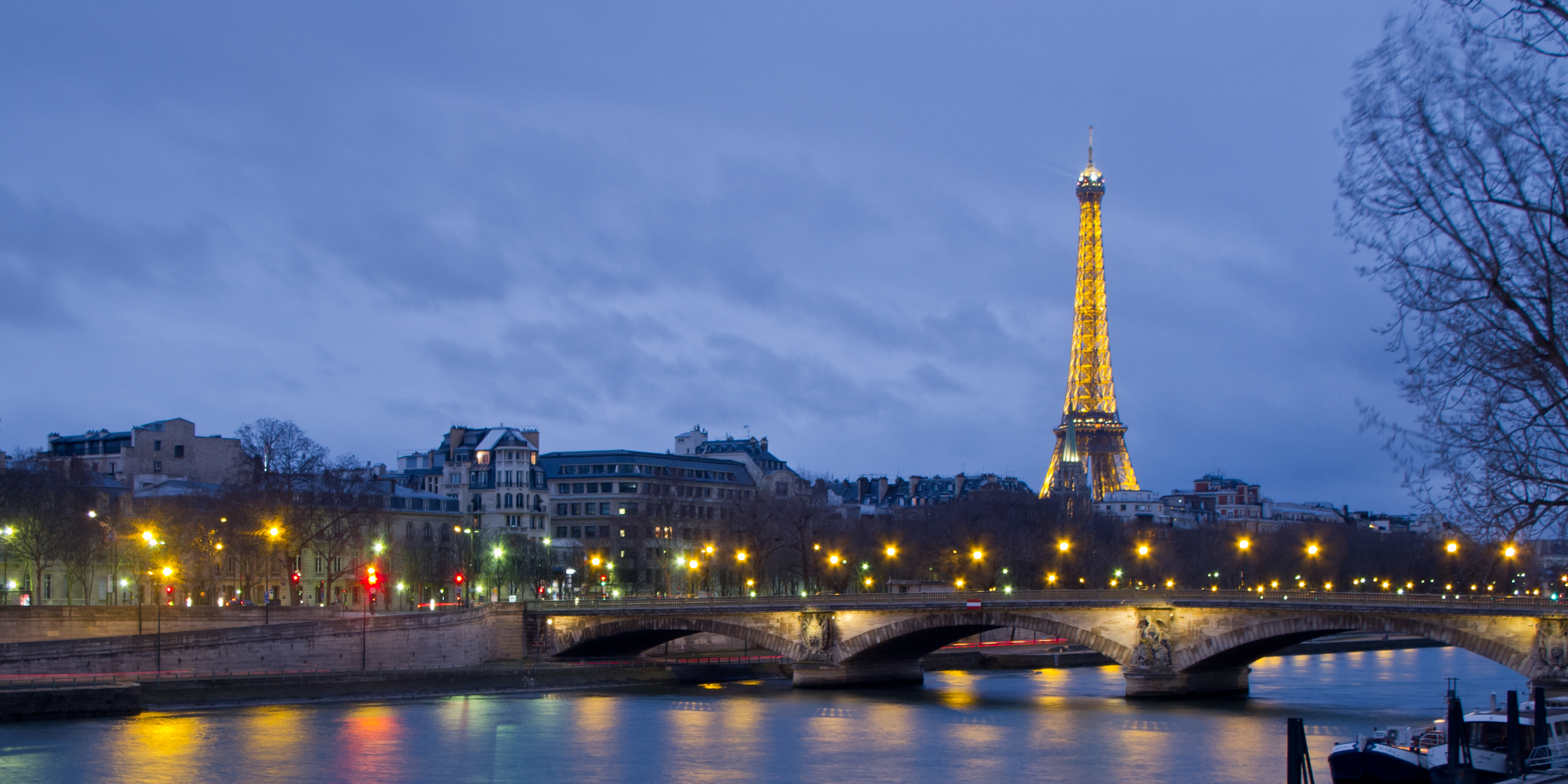
Vista del puente iluminado de noche.

Fue en 1821, cuando el ingeniero Claude-Louis Henri Navier se puso a trabajar sobre un puente técnicamente revolucionario que pretendía sortear el río con un puente colgante de un solo arco y que se situaba en el mismo lugar que el actual puente Alejandro III. En 1824, se inició una obra que jamás pudo completarse debido a varios corrimientos de tierra en las orillas y a varias rupturas de la estructura.
Ante la inviabilidad del proyecto inicial, se decidió optar por un nuevo proyecto que se situó en un nuevo emplazamiento, río abajo. La nueva obra se concluyó en 1829 y mostraba un puente de tres arcos con dos pilas de mampostería que sostenían, en el río, la estructura. Rápidamente, la nueva obra empezó a dar problemas y su tráfico, tanto para vehículos como para personas, tuvo que ser restringido.
En 1854, y de cara a la Exposición Universal de 1855, fue parcialmente demolido y sustituido por la versión actual. Paul-Martin Gallocher de Lagalisserie y Jules Savarin, encargados de la obra, decidieron aprovechar parte de la estructura anterior añadiendo una nueva pila.
Aunque más resistente que su versión anterior el puente ha seguido dando muestras de debilidad, así, en 1880 fue necesario reconstruir dos de sus arcos tras el duro invierno.
Para la Exposición Universal de 1900 fue doblado aguas abajo con una pasarela peatonal.
En 1956, se ampliaron sus aceras.

## Descripción
El puente tiene una longitud de 152 metros y una anchura de 18 metros. Posee cuatro arcos que sortean el río con tres apoyos. Todos los pilares están decorados. Las dos pilas nuevas (construidas para la Exposición Universal de 1855) muestran dos grupos alegóricos que representan la Victoria de la tierra (obra de Victor Vilain) y la Victoria marína (obra de Georges Diebolt). Los pilares antiguos muestran, por su parte, trofeos militares y escudos de armas imperiales.